# Архелай (царь Македонии)
Архела́й (др.-греч. Ἀρχέλαος, лат. Archelaus) — македонский царь, правивший в 413—399 годах до н. э.
Во время правления Архелая были построены многочисленные укрепления, проложены дороги и усовершенствована денежная система, перенесена столица из Эг в Пеллу. Современник Архелая историк Фукидид утверждал, что при этом царе в Македонии было построено больше, чем при всех его предшественниках.
В древнегреческом мире Архелай приобрёл известность в качестве покровителя культурных деятелей. При дворе македонского царя закончил свою жизнь знаменитый драматург Еврипид, который написал трагедию «Архелай» в честь своего царственного гостеприимца. Кроме Еврипида клиентами македонского царя могли быть историк Фукидид, живописец Зевксис и другие. Несмотря на такое покровительство в среде афинской интеллигенции Архелай пользовался дурной репутацией. Над ним иронизировал Аристофан, критиковали философы Платон и Антисфен. Для них он стал олицетворением лицемерия и порока.
Вскоре после убийства Архелая, по всей видимости, в ходе заговора, существование Македонского царства оказалось под угрозой. Войско пришло в жалкое состояние. Череда гражданских войн и вторжений чужеземных армий показали иллюзорность внешнего величия и богатства Македонии при Архелае.

## Биография

### Происхождение. Вступление на престол
Архелай был сыном македонского царя Пердикки II и Симихи. В античных источниках её называли рабыней. Эти утверждения в современной историографии оспариваются. Их считают частью антимакедонской афинской пропаганды. Такой вывод был сделан на основании текста фрагментарно сохранившегося афино-македонского договора 423/422 года до н. э. В нём приведён список знатных македонян, которые собственно и подписывали документ. Первым в нём указан царь Пердикка, вторым — брат Пердикки Алкет, третьим — Архелай. Если бы Симиха была рабыней Алкета, как писал Платон, то Архелай в 420-х годах до н. э. занимал бы положение бастарда, а не третьего по влиятельности человека в государстве. Соответственно, историки считают, что Симиха происходила из местной македонской аристократии, а сам брак носил политический характер.
Античная традиция связывала воцарение Архелая с несколькими преступлениями. Он пригласил своего дядю Алкета с его сыном, и соответственно двоюродным братом Архелая, Александром на пир. Когда гости напились, Архелай приказал погрузить их на телегу, после чего вывез в поле, а затем зарезал. Следующей жертвой Архелая стал его семилетний единокровный брат, которого утопили в колодце. Матери мальчика смерть сына объяснили несчастным случаем. Элий Аристид и схолиаст его трудов сообщали, что мальчика звали Алкет или Мероп. Возможно, у Архелая было два брата с соответствующими именами, один из которых утонул. Современные историки относятся к данным рассказам скептически, хоть и не считают их заведомо ложными.
Принцип первородства не являлся основополагающим при наследовании власти в Македонии. Алкет мог являться наследником брата. Точно также представляется возможным назначение Архелая наследником незадолго до смерти Пердикки. Точное время воцарения Архелая неизвестно. Наиболее вероятной датой историки считают 413 год до н. э.

### Внешняя политика

#### Взаимоотношения с Афинами
Воцарение Архелая по времени совпало с катастрофическим для Афин поражением сицилийской экспедиции. Это событие имело косвенные последствия для Македонии. Афины остро нуждались в корабельном лесе и смоле для восстановления флота. Фукидид писал, что «афиняне решили … снарядить новое войско и флот, изыскав пути добыть корабельного леса и денег». Сицилийский и италийский рынки для них были закрыты. Единственным возможным источником необходимых для постройки кораблей ресурсов стала Македония. После поражения на Сицилии Афины не представляли угрозы для существования независимого Македонского царства. Теперь, в отличие от отца Пердикки II Архелай мог, не опасаясь за свою власть, вести с ними взаимовыгодную торговлю.
Формально, Архелай сохранял нейтралитет в войне между Афинами и Спартой. Однако в целом позицию Архелая можно определить как проафинскую. Македонский царь не только не препятствовал поставкам стратегически необходимых для продолжения войны ресурсов, но даже разрешил строить афинские корабли на верфях Македонии. Отдельным гражданам даже разрешали самим добывать и вывозить кораблестроительный лес. В одной из своих речей оратор Андокид утверждал: «Архелай, издавна связанный узами гостеприимства с нашим семейством, разрешил мне рубить и вывозить столько этих брёвен, сколько я хотел». Войска афинян под командованием Ферамена пришли на помощь Архелаю во время осады Пидны. Этот город восстал против власти македонского царя. Правда, афиняне, когда осада затянулась, были вынуждены отплыть обратно. После взятия Пидны Архелай распорядился перенести город на 20 стадиев (около 3,5 км) от моря. В 407/406 году до н. э. Народное собрание Афин даже присвоило Архелаю и его наследникам почётный титул проксена и эвергета.
Такая политика Архелая позволила Афинам капитулировать перед Спартой несколькими годами позже. Продолжение Пелопоннесской войны исключало риск нападения на Македонию со стороны греческих государств. Также доходы от торговли с Аминами позволило Архелаю заняться внутренней реорганизацией государства.

#### Борьба с верхнемакедонскими племенами
Во время своего правления Архелай вёл войну с коалицией племён Линкестиды и Иллирии под командованием царей Сирра и Аррабея II. Династический брак между дочерью Архелая и царём Элимеи Сирром, либо его сыном Дердой, позволило македонянам сохранять шаткий баланс сил на своих западных границах.
На восточных границах Архелай захватил Бисалтию с её богатыми серебряными рудниками, некогда утраченную его отцом Пердиккой. Данные нумизматики свидетельствуют, что Македония получила контроль над рудниками и соответственно территориями Орестиды и Тимфеи на западе.

#### Поход в Фессалию
Под конец царствования Архелай был втянут в войну в Фессалии. Местные олигархи из династии Алевадов попросили у Архелая помощи в их противостоянии с другой политической группой. Македонский царь со своим войском занял главный фессалийский город Лариссу. За свою помощь Архелай получил стратегически важную область Перребию, в которой находились горные проходы из Фессалии в Македонию Петра и Волустана. Оппоненты Алевадов обратились за помощью к тирану Ликофрону из Фер, а также Спарте, которые после победы в Пелопоннесской войны пытались играть роль греческого гегемона.
Существует две версии относительно дальнейшего хода событий. По одной, Архелай сам ушёл из Фессалии. По другой, македонский царь умер, после чего его войска были вынуждены вернуться домой.

### Внутренняя политика

#### Административная реформа
Традиционно Архелаю приписывают перенос столицы Древней Македонии из Эг в Пеллу, где начиная с правления Архелая стала находиться царская резиденция. Этот город находился в центре владений Архелая. Переезд из Эг в Пеллу можно объяснить угрожающе близким с военной точки зрения расположением к первой столице греческих колоний Пидны и Мефоны. Однако, за Эгами сохранилась роль места погребения македонских царей. Также, существенно возросла роль Диона, который приобрёл роль культового центра и места проведения различных праздников. Свидетельства о переносе столицы относятся к позднеантичным. Клавдий Элиан утверждал, что македонский царь потратил на обустройство нового дворца огромную сумму в 400 мин, а также пригласил для его украшения знаменитого живописца Зевксиса. Перенос столицы из Эг стал определённым этапом в истории Древней Македонии.
Вскоре Пелла стала «величайшим македонским городом». Такой быстрый рост города был связан не только с его столичными функциями, но и административной реформой Архелая. Государство было разделено на несколько округов с центральными поселениями, такими как Пелла, Эги, Бероя, Алкомены, Алор и, возможно, другие. Они становились вербовочными центрами. Из них были проложены прямые дороги к столице. Таким образом Пелла, не в последнюю очередь благодаря географическому расположению, стала центром государства, в котором сходились дороги из основных македонских городов. Современник Архелая Фукидид писал: «существующие теперь укрепления построены Архелаем, сыном Пердикки, который по вступлении на престол велел проложить прямые дороги и провёл различные преобразования для улучшения военного дела. При этом для подготовки войска и воинского снаряжения этот царь сделал больше, чем все предшествовавшие ему восемь царей». При Архелае была усилена обороноспособность Македонии, которая впрочем оставалась слабой, путём возведения крепостей в стратегически важных пунктах. Деятельность Архелая можно рассматривать и с точки зрения покровительства появлению в государстве аналогов древнегреческих полисов без политической самостоятельности. Их создание было необходимым для обеспечения сильной армии. Полисы являлись главными источниками пополнения армии тяжеловооружёнными воинами гоплитами.
Для обустройства новой столицы, организации городского быта Архелай привлекал лучших греческих художников, архитекторов и писателей. Существует мнение, которое впрочем не принято большинством историков, что Архелай стремился сделать Македонию одним из греческих государств, приобщить к древнегреческой культуре.

#### Военная и денежная реформа

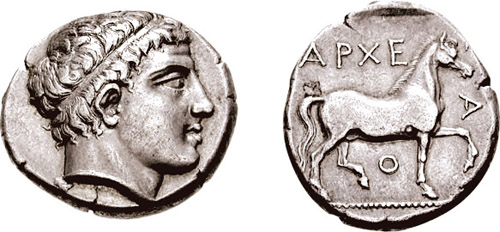
Дидрахма Архелая. На аверсе изображён Аполлон, на реверсе — конь и легенда с именем Архелая

Политика Архелая была направлена на обеспечение безопасности Македонии и создания в ней сильной армии. Создание городов с крепостными стенами должно было усилить обороноспособность государства во время вторжений чужеземных армий. Основным нововведением Архелая стало появление тяжеловооружённой пехоты. Военная реформа имела определённую антиаристократическую направленность, так как решение многих насущных проблем переходило к «собранию войска». Однако, в государстве отсутствовали экономические условия для создания регулярной пехоты.
Для реализации всех проектов Архелаю были необходимы деньги. Для их получения царь упорядочил налогообложение как с македонян, так и с зарубежных купцов. Большую часть доходов казна получала от торговли лесом, обработки царской земли и серебряных рудников.
Данные нумизматики свидетельствуют об усложнении торгово-экономических отношений в самой Македонии. При Архелае стали чеканить бронзовые монеты. Появление мелких разменных денег свидетельствует о развитии внутренней торговли, переходе страны от натурального обмена к денежному обороту. Возвращение серебряных рудников вследствие ослабления афинян и фракийских племён в Бисалтии позволило Архелаю вновь наладить чеканку полновесной крупной серебряной монеты. Данные нумизматики, а именно появление монет, отчеканенных по персидскому стандарту, свидетельствуют о развитии торговли с восточными соседями. Качественно выполненные монеты были предназначены не только для стимулирования внешней торговли, но и для пропаганды. На них изображали мифических богов и героев, тем или иным способом связанных с царём — Геракла, Аполлона, Архелая, а также изображение козы — отсылка к мифу о создании Эг. Кроме этого на всех монетах Македонии Архелая помещали легенду с его именем.

#### Приобщение Македонии к древнегреческой культуре

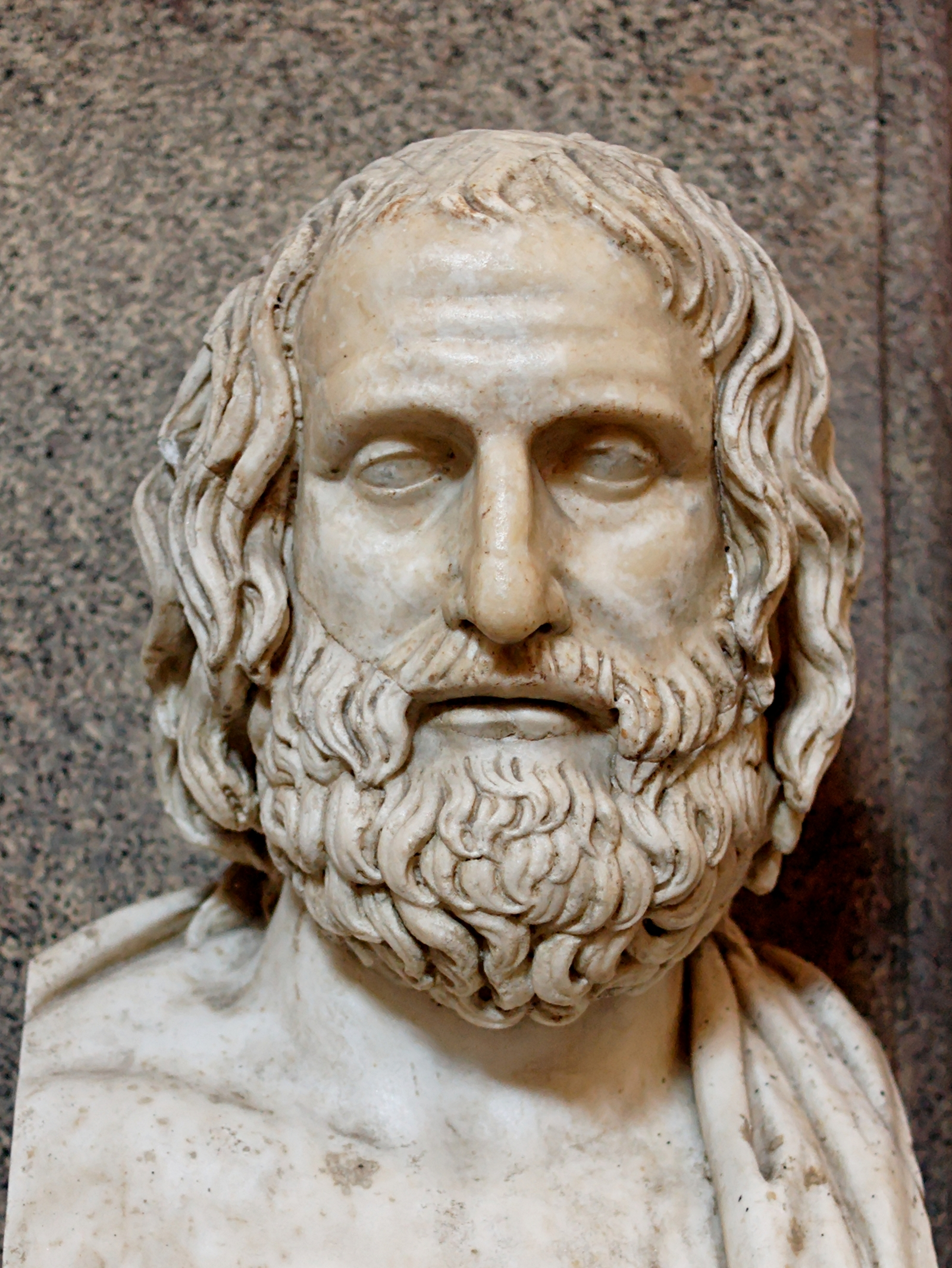
Драматург Еврипид провёл при дворе Архелая последние несколько лет жизни. Им была написана трагедия «Архелай» в честь своего царственного гостеприимца
Бюст Еврипида в музее Пио-Клементино, Ватикан

В 408 году до н. э. ко двору Архелая прибыл знаменитый драматург Еврипид, которому на тот момент было более 70 лет. Архелай особо отмечал престарелого писателя. Аристотель писал, что после того как Еврипида оскорбил местный аристократ Декамних, царь приказал бичевать обидчика. По всей видимости, македонскому царю льстило, что столь известный и знаменитый драматург нашёл последнее пристанище именно при его дворе.
В Македонии Еврипид создал четыре трагедии, из которых сохранилось две — «Ифигения в Авлиде» и «Вакханки». Драма «Архелай» была названа в честь тёзки царственного гостеприимца — мифического потомка Геракла и основателя Эг. Царь остался доволен произведением. Его первая постановка состоялась у подножья Олимпа в Дионе. При Архелае официальная македонская пропаганда несколько трансформировала легенду о происхождения рода македонских царей от аргивян, автором которой, возможно, был дед Архелая Александр I. Возможно, мифический Архелай появлялся и в другой трагедии знаменитого драматурга «Темен» или «Темениды». Содержание произведения известно благодаря его пересказу Псевдо-Гигином.
Историки могут достаточно точно определить даты формирования легенды, так как Еврипид приехал в Пеллу в 408, а умер в 406 году до н. э. Архелай отказался выдать его тело для захоронения в Афинах. Жители родного города Еврипида поставили кенотаф с надписью: «Могилой Еврипида служит вся Греция, тело же его находится в Македонии, где ему суждено было окончить свою жизнь. Отечество его — Афины и вся Эллада. Он пользовался любовью Муз и тем приобрёл себе хвалу от всех».
Кроме вышеупомянутых Еврипида и Зевксиса клиентами Архелая могли быть историк Фукидид, трагик Агатон, поэт Херил и скульптор Каллимах. Согласно Галену при дворе македонского царя какое-то время находился сын Гиппократа врач Фессал.
Частью общей программы по приобщению Македонии к греческой культуре стало учреждение празднеств в честь Зевса и Муз. Место их проведения в городе Дион (древнегреческая форма одного из эпитетов верховного божества древнегреческого пантеона) под Олимпом отлично подходило для соревнований в честь Зевса Олимпийского. Архелай даже постановил ежегодно совершать жертвоприношения Зевсу Олимпийскому. Учреждение собственно македонских «Олимпийских игр», которые историк Э. Бэдиан назвал «контролимпийскими», свидетельствовало о том, что сами греки не воспринимали македонян эллинами, которым разрешено участвовать в панэллинских соревнованиях. На фоне сведений о создании собственных Олимпийских игр, утверждения позднеантичного автора Солина об участии Архелая в спортивных состязаниях в Олимпии и Дельфах, где македонский царь даже победил в гонках колесниц, выглядят сомнительными.

### Смерть
Архелай погиб в 399 году до н. э. О насильственном характере его смерти писали несколько античных авторов — Платон, Аристотель, Диодор Сицилийский и Клавдий Элиан. Детали описания убийства разнятся. В них присутствуют и любовная ссора, политические амбиции и даже заговор с участием чужеземцев. Вышеперечисленные источники называют имя убийцы — любовника или любимца царя Кратея (варианты «Кратев» и «Кратер»). По наиболее «простой» версии Диодора Сицилийского Архелай был убит случайно на охоте. Историк Ю. Борза считает, что наиболее достоверным следует признать свидетельство Аристотеля. Автор родился и долгое время жил в Македонии, родился всего через 15 лет после смерти Архелая, к которому, в отличие от Платона, не испытывал негативных чувств.
Версия Аристотеля предполагает сочетание личных мотивов и политического заговора, который устроили «тяготившиеся [любовной] связью» с Архелаем Кратей и Гелленократ из Лариссы под руководством Декамниха. Указание на иностранное происхождение Гелленократа может свидетельствовать об участии в заговоре внешних сил.

## Семья
Согласно Аристотелю у Архелая было по меньшей мере две жены, от каждой из которых он имел по сыну, и двух дочерей. Старший сын первой жены Архелая Клеопатры Орест наследовал отцу. Одну из дочерей Архелай обещал своему любовнику Кратею, однако своих слов не сдержал. Старшая дочь Архелая стала женой царя Элимеи Сирра или Дерды II. Брак носил явный династический характер. Аристотель подчёркивает, что он был заключён во время войны с Сирром и правителем Линкестиды Аррабеем II. Таким образом свадьба была направлена на обеспечение безопасности западных границ и прекращение войны.
Младшая дочь стала женой некоего Аминты. В историографии существует несколько версий относительно происхождения данного Аминты. В тексте «Политики» Аристотеля указано: «младшую [Архелай выдал замуж] — за своего сына Аминту, рассчитывая таким образом примирить последнего со своим сыном, рождённым от Клеопатры». Данный фрагмент противоречив и предполагает несколько трактовок. Возможно Аминта и не был сыном Архелая, а лишь принадлежал к македонской знати и был правнуком царя Александра I. Историк Г. Макурди предполагает, что дочерью Архелая была жена Аминты III Гигея.
Престол Македонии унаследовал сын Архелая Орест, который был ещё ребёнком. Должность регента при малолетнем царе занял Аэроп. Существует две версии о происхождении Аэропа. По одной, он был сыном царя верхнемакедонской области Линкестиды Аррабея II из династии Бакхиадов. Согласно другой версии, которая находит признание у современных историков, Аэроп происходил из македонского царского рода Аргеадов. Учёные отмечают, что раз Аэроп занял должность регента при малолетнем царе Оресте, то на момент смерти Архелая он принадлежал к наиболее влиятельным представителям царской династии. Об этом, косвенно, свидетельствует участие Аэропа в заключении мирного договора между Македонией и Афинами в 415 году до н. э. Предположительно, он мог быть сыном Пердикки II и, соответственно, братом, возможно единокровным, Архелая.
Историк Н. Хаммонд считал, что кроме Ореста у Архелая было ещё два сына — Аргей и Павсаний, которые родились в конце V века до н. э. и на момент смерти Архелая были несовершеннолетними. Впоследствии они участвовали в войне с Филиппом II за македонский престол. Другой историк Р. Эррингтон считает версию Хаммонда неубедительной, одновременно приписывая Архелаю отцовство Аминты II.

## Оценки правления и личности Архелая

### В античности
Несмотря на проафинскую политику македонский царь в среде афинской интеллигенции пользовался дурной репутацией «полуварварского царька». Жители города высмеивали тех сограждан, которые променяли свободные Афины на богатую и сытную жизнь под властью царя. Над поэтом Агафоном, который ушёл «куда Макар не загонял телят», иронизировал Аристофан. Афиней пересказывает анекдот, как чревоугодник Херил ежедневно тратил громадную сумму в 4 мины, которые получал от Архелая, на лакомства. Такое отношение к Архелаю могло иметь несколько причин. Часть недоброжелателей македонского царя просто завидовали своим «более успешным» согражданам.
Однако, были и «моралисты», для которых Архелай был «идеальным плохим» человеком, антагонистом «идеально хорошего» Сократа. Македонский царь, согласно Аристотелю, приглашал последнего в Пеллу. Однако тот отказался, посчитав, что «одинаково оскорбительно не иметь возможности отплатить за оказанное добро и за сделанное зло». Основоположник школы киников Антисфен раскритиковал «отца риторики» и знаменитого софиста Горгия в диалоге «Архелай» лишь за обучение фессалийских союзников македонского царя Алевадов. Большое количество порочащих Архелая сведений (рождение от рабыни, убийство брата и др.) содержится в трудах ученика Сократа Платона. Древнегреческий философ в диалоге «Горгий» дал царю следующие характеристики: «самый заклятый враг справедливости в Македонии, он, разумеется, и самый несчастный из македонян, а вовсе не самый счастливый» и «тот человек, что творит величайшие преступления и величайшую несправедливость и, однако ж, успешно избегает и внушений, и возмездия, и заслуженной кары». Архелая представляли суеверным, жестоким и порочным человеком. Его трусость проявилась во время солнечного затмения, когда царь испугался и спрятался во дворце.
Третью причину, по которой афиняне и жители других полисов Эллады могли враждебно относиться к македонскому царю, в одной фразе выразил Фрасимах: «Должны ли мы, греки, быть рабами Архелая, варвара?» Вне зависимости от признания или непризнания эллинского происхождения Архелая, греки ощущали возрастающие силу и влияние Македонии, которая начинала угрожать их собственной независимости.
Позднеантичные источники представляют Архелая просвещённым монархом с чувством юмора. Плутарх и Клавдий Элиан приводят несколько анекдотов. Так, Архелай на пиру, когда один из гостей попросил золотую чашу, велел поднести её Еврипиду со словами: «Тебе пристало просить, а Еврипиду — получать без просьбы». Болтливый цирюльник на вопрос о том, как постричь царя, получил ответ: «Молча!». По утверждению Клавдия Элиана, Сократ утверждал, что Архелай истратил на свой дворец громадную сумму в 400 мин, в то время как на своё образование — ни обола. Поэтому люди приходят в Пеллу, чтобы посмотреть на дворец, а не на царя, «разве только приманкой для него будут деньги, а ими едва ли соблазнишь порядочного человека».

### В современной историографии
Критическое отношение к сведениям об Архелае, которые изложены у Платона, закономерно приводит к переосмыслению личности македонского царя. Чеканка монет с общегреческой символикой, организация македонского аналога Олимпийских игр, приглашение наиболее выдающихся представителей греческой интеллигенции могут свидетельствовать о преклонении Архелая перед культурными достижениями Эллады. Он не стремился сделать Македонию частью «греческого мира», а хотел заслужить уважение и признание со стороны соседей. Одним из таких способов было приобщение к греческой культуре, другим — укрепление армии и развитие собственного государства. Возможно, «филэллинизм» Архелая имел сугубо прагматические цели, так как был направлен на военные, экономические и социальные преобразования для усиления государства.
Во время правления Архелая Древняя Македония стала одним из наиболее сильных государств региона, в том числе и за счёт консолидации территориальных приобретений предыдущих царей. Историк Ю. Борза считает, что богатство и внешнее величие Македонии при Архелае были иллюзорными. После его смерти македонское войско пришло в жалкое состояние. В социальном, экономическом и политическом планах Македония оставалась отсталым и примитивным государством, которое не могло противостоять внешним вызовам.
И. Е. Суриков отмечает укрепление македонской государственности при Архелае. По мнению историка, Архелай взял на себя роль тирана-покровителя искусств по типу государственных деятелей архаической Греции Писистрата и Поликрата.

### Исследования
- Борза Ю. История античной Македонии (до Александра Великого) / пер. с англ. М. М. Холода при участии А. Бодрова, О. и В. Иванцовых, 3. Барзах; научная ред. и вступ. статья М. М. Холода; приложения М. М. Холода, Э. Д. Фролова и Ю. Н. Кузьмина. — СПб.: Нестор-История, 2013. — 592 с. — (Историческая библиотека). — ISBN 978-5-44690-015-2.
- Гончарова Т. В. Еврипид. — М.: Молодая гвардия, 1984. — (Жизнь замечательных людей).
- Дройзен И. Г. История эллинизма. История Александра Великого. — М.: Академический Проект, 2011. — 623 с. — (Технологии истории). — ISBN 978-5-8291-1304-9.
- Кембриджская история древнего мира / под редакцией Д.-М. Льюиса, Дж. Бордмэна, С. Хорнблоуэра, М. Оствальда. Перевод, научное редактирование, примечания А. В. Зайкова. — М.: Ладомир, 2017. — Т. VI. Четвёртый век до нашей эры. Второй полутом. — 720 с. — ISBN 978-5-86218-542-3.
- Киляшова К. А. Политическая роль женщин при дворе македонских царей династии Аргеадов. Диссертация на соискание учёной степени кандидата исторических наук / Научный руководитель доктор исторических наук, профессор Э. В. Рунг. — Казань: Казанский (Приволжский) федеральный университет, 2018.
- Суриков И. Е. Античная Греция: политики в контексте эпохи. На пороге нового мира. — М.: Русский фонд содействия образованию и науке, 2015. — 392 с. — ISBN 978-5-91244-140-0.
- Шофман А. С. История античной Македонии. — Казань: Издательство Казанского университета, 1960. — Т. 1: Доэллинистическая Македония. — 300 с. — 700 экз.
- Borza E. N. Timber and Politics in the Ancient World: Macedon and the Greeks (англ.) // Proceedings of the American Philosophical Society. — American Philosophical Society, 1987. — March (vol. 131, no. 1). — P. 32—52. — JSTOR 987115.
- Carney E. D. Women and Monarchy in Macedonia (англ.). — Norman: University of Oklahoma Press, 2000. — ISBN 0-8061-3212-4.
- Greenwalt William. Why Pella? (англ.) // Historia: Zeitschrift für Alte Geschichte. — Franz Steiner Verlag, 1999. — Vol. 48, no. 2. — P. 158—183. — JSTOR 4436538.
- Hammond N. G. L., Griffith G. T. A History of Macedonia (англ.). — Oxford: Clarendon Press, 1979. — Vol. II: 550-336 B.C.. — ISBN 0-l9-814814-3.
- Kaerst J.[нем.]. Aeropos 5 // Paulys Realencyclopädie der classischen Altertumswissenschaft :  [нем.] / Georg Wissowa. — Stuttgart : J.B. Metzler’sche Verlagsbuchhandlung, 1893. — Bd. I, Erste Hälfte (II, 1). — Kol. 679.
- Kaerst J.[нем.]. Archelaos 7 // Paulys Realencyclopädie der classischen Altertumswissenschaft :  [нем.] / Georg Wissowa. — Stuttgart : J.B. Metzler’sche Verlagsbuchhandlung, 1895. — Bd. II, Erste Hälfte (II, 1). — Kol. 446—448.
- March D. A. The Kings of Makedon: 399—369 B.C. (англ.) // Historia: Zeitschrift für Alte Geschichte. — Franz Steiner Verlag, 1995. — Vol. 44, no. 3. — P. 257—282. — JSTOR 4436380.
- The'ssalus 1 // A Dictionary of Greek and Roman biography and mythology (англ.) / Ed. by William Smith. — Boston: Little, Brown and Company, 1867. — Vol. III.